# Eliminator (album)
Eliminator è l'ottavo album in studio del gruppo musicale statunitense ZZ Top, pubblicato il 23 marzo 1983 dalla Warner Bros. Records.
Si tratta del maggior successo commerciale della band, con oltre 10 milioni di copie vendute e la certificazione di disco di diamante negli Stati Uniti. Nel 1989 Rolling Stone lo ha inserito al 39º posto nella lista dei 100 migliori album degli anni ottanta. Sempre Rolling Stone nel 2012 lo ha inserito nella classifica dei 500 migliori album di tutti i tempi, alla posizione numero 398.

## Il disco
Gli ZZ Top vollero sperimentare ulteriormente l'utilizzo dei sintetizzatori introdotto nel loro precedente album El Loco. Le tracce di Eliminator furono dunque prodotte combinando sintetizzatori, drum machine e sequencer al classico stile blues rock del gruppo. Ciò permise all'album di tramutarsi in un enorme successo commerciale, aiutato anche dai videoclip dei singoli Gimme All Your Lovin', Sharp Dressed Man e Legs che finirono in heavy rotation su MTV. Nei video così come nella copertina dell'album viene raffigurato un modello fuoriserie di Ford coupe degli anni trenta, dipinto di rosso fiammante e ribattezzato per l'appunto Eliminator.

## Tracce
Tutti i brani sono scritti da Gibbons, Hill e Beard.
1. Gimme All Your Lovin' – 4:04
2. Got Me Under Pressure – 4:02
3. Sharp Dressed Man – 4:18
4. I Need You Tonight – 6:17
5. I Got The Six – 2:55
6. Legs – 4:34
7. Thug – 4:18
8. TV Dinners – 3:53
9. Dirty Dog – 4:01
10. If I Could Only Flag Her Down – 3:41
11. Bad girl – 3:14

## Formazione
- Billy Gibbons – voce, chitarra
- Dusty Hill – basso, tastiere, cori
- Frank Beard – batteria, percussioni

## Classifiche
| Classifica (2022) | Posizione massima |
| ----------------- | ----------------- |
| Grecia            | 24                |